# نیکو الودی
نیکو آلودی (انگلیسی: Nico Elvedi؛ زادهٔ ۳۰ سپتامبر ۱۹۹۶) یک بازیکن فوتبال اهل سوئیس است.
از باشگاه‌هایی که در آن بازی کرده‌است می‌توان به بروسیا مونشن‌گلادباخ و زوریخ اشاره کرد.
وی همچنین در تیم ملی فوتبال سوئیس بازی کرده‌است.